# Biotopo La Rupe
Il biotopo La Rupe è un'area naturale protetta del Trentino-Alto Adige istituita nel 1993.
Occupa una superficie di 45,42 ha nella provincia autonoma di Trento.